# Professor Barabas
Professor Barabas is een van de vaste personages uit de stripreeks Suske en Wiske. Hij debuteerde in het eerste verhaal dat officieel uitkwam in de reeks, Op het eiland Amoras (1945). In dit verhaal reist hij met Wiske en tante Sidonia naar het fictieve eiland Amoras.
Professor Barabas heeft ook een belangrijke rol in de spin-offreeksen Jerom, Amoras en De Kronieken van Amoras. Ook in Verblind, het derde verhaal van J.ROM - Force of Gold, speelt professor Barabas een rol.

## Biografie en achtergronden
Professor Barabas is een vrij oude professor die een groot laboratorium bezit. Hij draagt een witte laboratoriumjas, een bril en een grijze (in de latere verhalen witte) kabouterbaard. In de oorspronkelijke versie was hij veel dikker, zenuwachtiger en bovendien erg verstrooid. De professor was toen ook een stotteraar, maar dit ongemak is in de latere verhalen verdwenen. Hij kreeg in de verhalen al gauw de rol van uitvinder die met zijn ontdekkingen verschillende avonturen in gang zet.

### Naam
Barabas' naam is gebaseerd op de Bijbelse figuur Barabbas, de man die door het volk van Judea de vrijheid kreeg toegewezen ten nadele van Jezus Christus. Waarom hij uitgerekend die naam kreeg is niet duidelijk. In het album De dulle griet vraagt de Dulle Griet hem overigens ook of hij "toch niet dé Barabas is?"
Barabas' voornaam is niet bekend.

### Voorloper
In het eerste onofficiële Suske en Wiske-album, Rikki en Wiske in Chocowakije (pas later alsnog opgenomen in de rode reeks), speelt ingenieur Wargaren de rol van verstrooide professor. Het enige wat Wargaren fysiek met Barabas gemeen heeft is zijn witte jas en kale hoofd.
Professor Barabas blijkt ingenieur Wargaren te kennen, in De naamloze 9 (2021) werken ze samen om de wereld te redden. Ingenieur Wargaren zwaait het schip uit in De drijvende dokters (2021).

### Oorsprong
Na zijn eerste toevallige ontmoeting met tante Sidonia en Wiske blijft professor Barabas, anders dan ingenieur Wargaren, een trouwe huisvriend. Professor Barabas heeft net als de andere hoofdpersonages een hart van goud. Barabas kan echter ook erg opvliegend worden als de andere figuren zonder zijn toestemming zijn uitvindingen gebruiken. Hij houdt echter ook erg van grapjes, vaak laat hij zijn vrienden schrikken en rolt soms over de grond van het lachen.

### Carrière
Zijn carrière lijkt in de beginjaren nogal in het slop te zitten. Aan het einde van het verhaal De sprietatoom (1946) vernietigt Barabas al zijn uitvindingen om te voorkomen dat men er misbruik van zal maken en besluit hij dichter te worden. In Het zingende nijlpaard (1950) is hij zelfs zo aan lager wal geraakt dat hij zijn uitvindingen aan de deur tracht te verkopen.
Barabas komt bijna om het leven in De gouden cirkel (1960), waar hij radioactief besmet raakt. Professor Barabas gaat in de loop der tijd steeds meer beseffen dat zijn werk gevaarlijk kan zijn; Krimson en vele andere geheimzinnige organisaties azen op zijn kennis. Zijn huis is dan ook goed beveiligd. De professor werkt soms samen met professor Rosarius.
Langzamerhand krijgt professor Barabas meer geluk in zijn uitvindingen. Het wordt ook steeds duidelijker dat hij zijn uitvindingen niet wil laten gebruiken voor oorlogsdoeleinden. Hij wil de mensheid overal ter wereld helpen en is tegen ethisch onverantwoorde experimenten (zoals in Amber uit 1998). In De glanzende gletsjer (1986) wordt hij tot uitvinder van het jaar verkozen.
Af en toe verbouwt professor Barabas zijn huis om een nieuwe uitvinding plaats te geven.
In Het verloren verleden raakt professor Barabas al zijn kennis kwijt, door toedoen van een eigen uitvinding. Zijn brein functioneert op het niveau van een peuter. Meerdere personen willen de kennis van de professor om er zelf beter van te worden. In de naamloze 9 is er een pil om een babybrein te krijgen, zodat kennis niet misbruikt kan worden voor oorlogsdoeleinden. Professor Barabas blijkt een geheim lid van de naamloze 9 te zijn.

### Familie
Over Barabas' familie is niet heel veel bekend, maar in de loop der jaren is er toch een zeker beeld van de professors voorouders ontstaan. Hij leeft zelf alleen en lijkt getrouwd met de wetenschap, het lijkt alsof zijn enige vrienden de bekende hoofdpersonages zijn. Toch houdt hij nauw contact met wetenschappers over de hele wereld verspreid, en natuurlijk ziet hij af en toe zijn oude studiegenoten. 
Zijn vader duikt op in De 7 schaken (1995), een album dat zich in de jaren 20 tijdens Willy Vandersteen's jeugd in Antwerpen afspeelt. Hij blijkt een voornaam heer die met een Frans accent spreekt en Barabas tot studeren dwingt.
In het album De hellegathonden (1986) vertelt professor Barabas dat zijn overgrootvader in de 19e eeuw een schurk was, nadat de geest van deze man Lambik naar het verleden heeft ontvoerd. Overgrootvader Barabas heeft zich altijd beziggehouden met het occulte, maar ziet door Suske en Wiske in dat hij niet goed bezig is.
In De kwakende queen (2011) wordt bekend dat Geronimous Jabbertalk, een andere voorvader van de professor, zich juist bezighield met de wetenschap. Jabbertalk verhuist in 1887 vanuit Londen naar Brussel en neemt de naam "Barabas" aan.
Alhoewel er geen familieband is tussen professor Barabas en Suske en Wiske (alleen tante Sidonia is de echte tante van Wiske, onduidelijk blijft waar de ouders van Wiske zijn gebleven), speelt hij samen met Jerom en Lambik een grote rol in de opvoeding van de kinderen. Hij vindt vaak, net als de andere mannen, dat tante Sidonia (met haar vele boeken met volksverhalen op zolder), de kinderen te vrij laat in de opvoeding.
In De fluitende Olifant (2021) wordt bekend dat de over-overgrootmoeder van professor Barabas de machiniste was tijdens de eerste Belgische treinrit.

### Het uiterlijk en karakter
Professor Barabas ziet er ook uit als een standaard geleerde, vaak peinzend over een uitvinding. Hij draagt een bril en grijze (in de latere verhalen witte) kabouterbaard en is dan ook zeer wijs. Maar anders dan Jerom, met witte kabouterbaard, moet de professor zijn krachten uit de door hem ontworpen apparaten halen, af en toe worden zelfs de uitvindingen van professor Barabas aangesloten op Jerom, om ze van (extra) energie te voorzien. Professor Barabas draagt binnen altijd een witte jas.
De oudere Barabas is soms verward en vergeetachtig. Soms concentreert hij zich zo op één bepaald onderwerp dat hij daardoor het hele plaatje uit het oog verliest. Professor Barabas en Jerom botsen vaak, Jerom is het lang niet altijd eens met de drang naar wetenschappelijk onderzoek. Jerom heeft veel overeenkomsten met een kabouter, die de aarde en natuur wil beschermen, terwijl professor Barabas gezien kan worden als een moderne tovenaar (zijn overgrootvader was al alchemist) die de oorsprong van het heelal wil begrijpen.
Alhoewel professor Barabas erg nieuwsgierig is, gaat hij toch niet over lijken voor wetenschappelijk onderzoek. Ook als zijn vrienden een uitvinding alleen voor de lol willen gebruiken, stemt hij hier niet in toe. Hij sluit zijn laboratorium dan ook goed af als hij naar een congres gaat, een tijdje met vakantie gaat naar tropische oorden of voor onderzoek bijvoorbeeld een poolkap bezoekt. Toch weten de vrienden en ook schurken vaak binnen te komen.
Professor Barabas werkt vaak in het geheim voor de overheid of andere organisaties, vaak deelt hij deze informatie pas laat en is hij al erg in de problemen gekomen. Meer dan eens wordt hij ontvoerd, maar vertrouwt op zijn vrienden die de gyronef of ander apparaat vaak toch kunnen gebruiken in zijn afwezigheid. 
Alhoewel hij zich belangeloos inzet in het belang van de aarde vindt hij het prachtig als zijn werk wordt gewaardeerd en beloond met een wetenschappelijke prijs. Hij staat dan trots op het podium, vaak alleen, en zijn vrienden zitten klappend in de zaal. Alleen Lambik is soms een beetje jaloers.

### Gedrag
Hij vindt soms dat Suske en Wiske te veel kunnen spelen, Lambik ziet ook liever dat de kinderen hun tijd nuttig besteden en geld verdienen in plaats van hun tijd te verdoen. In zijn tijd was dat wel anders, de kinderen van tegenwoordig kennen alleen maar luxe en weten niet wat hard werken is. Alhoewel Sidonia van adellijke familie af stamt, heeft ze ervoor gekozen de zorg van Wiske op zich te nemen en in eenvoud te leven. Daarna nam ze nog Suske op in haar gezinnetje. Professor Barabas vindt het dan ook wel een beetje Sidonia's eigen schuld dat ze soms de touwtjes aan elkaar moet knopen en vaak eten haalt uit haar eigen volkstuintje. 
Professor Barabas komt zelf uit een zeer welgestelde familie. Hij snapt totaal niks van de emotionele uitbarstingen van tante Sidonia, zowel zenuwinzinkingen, verdriet, verliefdheid en puur geluk zijn hem onbekend. Professor Barabas is een man van de rede, alles kan volgens hem met het verstand worden opgelost. 
Maar ooit in een ver verleden had hij ook erg machtige gevoelens, toen hij verliefd was op het kleermaakstertje die hij op magische wijze ontmoette. Ze werd echter in een paspop betoverd en haar huisje is spoorloos verdwenen in de duinen. De professor heeft de herinneringen aan het mooie meisje dan ook compleet verdrongen, maar dat herinneringen soms niet te onderdrukken zijn blijkt in Beminde Barabas.
Het komt dan ook door de wil en dwingende hand van zijn vader dat de jonge Barabas zijn loopbaan als student begon, dit leren we in De 7 schaken waar hij op sprookjesachtige wijze weer kind is geworden en samen met de andere hoofdrolspelers uit Suske en Wiske (en samen met de jonge Willy Vandersteen) avonturen beleeft. 
Het zal jaren duren, voordat professor Barabas weer in contact komt met zijn gevoel en weigert nog langer uitvindingen te doen die ingezet worden voor vernietiging of enkel om er zelf beter van te worden. Maar zijn drang naar onderzoek blijft onverminderd, hij blijft een echte wetenschapper, als er een vraag is dan is er ook een oplossing. Hij blijft zoeken tot hij het snapt, niks kan hem tegenhouden alhoewel dat soms wel wordt geprobeerd.
In Barabas de Balorige (2013) wordt de professor erg teleurgesteld in de mensheid als een man op leeftijd onsterfelijk wil worden en de professor een virus laat maken dat de mensen weer jeugdig moet maken. Het virus is gevaarlijk en wordt gestolen. De professor vernietigt al zijn uitvindingen en reist zelf naar het verre verleden. Hij wil één zijn met de natuur en leven in een tijd waar de wetenschap nog geen rol speelde. Al snel beseft de professor dat dit niet zo simpel is als hij had gedacht en hij besluit de gevolgen van zijn uitvindingen weer goed te maken.

### Onderzoek
Alhoewel hij aanvankelijk vaak sceptisch is, en moet lachen om de vele fabels, is hij tegenwoordig toch geïnteresseerd in voorwerpen of gebouwen uit de vele mythologieën, verspreid over de hele wereld. Zijn uitvindingen zijn tegenwoordig dan ook meer bedoeld om dit onderzoek makkelijker te maken. Af en toe wordt hij weleens voorgelogen en zijn kennis wordt dan misbruikt.
Door proefjes, maar ook in geschiedenisboeken of door archeologisch onderzoek, in de natuur (bijvoorbeeld met de klankentapper) en in de ruimte (met raketten, telescopen, computerprogramma's) zoekt hij naar antwoorden. Veel dingen is hij al te weten gekomen, heeft hij herontdekt en opgegraven. Met zijn teletijdmachine laat hij zijn vrienden door tijd en ruimte reizen, zelf blijft hij (veilig) achter het bedieningspaneel en het beeldscherm om alles in de gaten te houden en in te kunnen grijpen als iets mis dreigt te gaan. Hij heeft ook een eigen sterrenwacht. Deze komt van pas als hij vermoedt dat de aarde vanuit de ruimte wordt aangevallen of als hij signalen krijgt die vanuit de ruimte komen. Hij kan dan hiermee de ruimteschepen opsporen die de aarde aanvallen of de signalen uitzenden, zodat de vrienden dan meteen de ruimte in kunnen gaan om de aanval te verijdelen.  
Professor Barabas heeft in de afgelopen jaren het nut van internet ook ingezien en gebruikt de computer, net als Suske en Wiske, vaak. Daarin is hij niet een oude man, Lambik en tante Sidonia zijn meestal erg onhandig als ze het nieuwe apparaat proberen te bedienen. Professor Barabas is minder ouderwets dan Lambik en tante Sidonia, de computer heeft langzamerhand zelfs zijn oude onderzoeksmethoden verdrongen. 
Het duurt soms een tijdje voordat professor Barabas de "nutteloze" rages van de jeugd begrijpt, maar hij blijft leergierig en staat toch open voor nieuwe stromingen. Anders dan Lambik, laat hij zich na een mislukking niet uit het veld slaan (alhoewel ook hij in zijn trots is gekrenkt). Hij wordt er vaak juist gedrevener door de juiste oplossing te vinden.
Professor Barabas staat voor de wetenschap, elke wetenschapper heeft zo zijn eigen specialisme. Professor Barabas is ook een beetje verward, in de beginjaren was hij een stotteraar. Soms herhaalt de wetenschap zichzelf ook, door nieuwe inzichten komen echter soms andere theorieën tevoorschijn.
Gelukkig zijn er zijn vrienden die professor Barabas vaak een duwtje in de goede richting kunnen geven. Door de vriendschap met zijn vrienden, is professor Barabas een stuk zelfverzekerder geworden en herhaalt hij zichzelf (en zijn eigen fouten) nu niet meer zo vaak.

### Vertalingen
Enkele Suske en Wiske-albums zijn ook verschenen in andere landen en in deze vertalingen heeft professor Barabas een andere naam:
- Professor Barnabas, vertaling in het Engels in het album The Poisoned Rain (De ruige regen).[1]
- Professori Tietonen, vertaling in het Fins.
- Profesoro Barabas, vertaling in het Esperanto.
- Professor Barnabas, vertaling in het Duits.
- Professeur Barabas, vertaling in het Frans.
- Professor Snillén, vertaling in het Zweeds.

Professor Barabas heet in de volgende vertalingen gewoon professor Barabas:
- Fries
- Limburgs
- Drents

## Uitvindingen

### InSuske en Wiske
Barabas heeft een hele reeks uitvindingen op zijn naam staan die het Suske, Wiske, Lambik, tante Sidonia en Jerom veel makkelijker maken hun avonturen tot een goed einde te brengen:
- De beroemdste creatie van Barabas is de teletijdmachine: het toestel maakt het mogelijk mensen terug in de tijd te flitsen. Het toestel maakte zijn debuut reeds in Het eiland Amoras, maar had toen enkel de mogelijkheid om beelden uit het verleden te tonen op een scherm. De functie om er mensen en voorwerpen daadwerkelijk mee terug of vooruit in de tijd te sturen werd geïntroduceerd in het album De tuf-tuf-club (1952), en is sindsdien voor ontelbare albums gebruikt. In De duistere diamant (1958) maakte hij er een nieuw accessoire bij: een armband die het de gebruiker mogelijk maakt zichzelf in de tijd terug te flitsen. In De zeven snaren, Lambik Baba, De gulden harpoen en Het verdronken land zien we zelfs een draagbare versie van de teletijdmachine. Het is ook aan dit toestel te danken dat Jerom een van de hoofdpersonages van de Stripreeks is geworden. De vrienden ontmoeten deze oersterke man in De dolle musketiers(1953) in Parijs in 1603. Aan het eind van dit album wordt hij met de vrienden mee teruggeflitst naar 1953 en sindsdien speelt hij mee in de Suske en Wiske-verhalen.
- De Gyronef, een helikopter. Dit toestel maakte reeds zijn entree in Het eiland Amoras (1945). Het maakt het voor de vrienden mogelijk om naar verre landen te reizen zonder hierbij afhankelijk te zijn van luchthavens.
- Het levende autootje Vitamitje reed voor het eerst rond in De sprietatoom (1947). In dat album werden ook een sprietatoomtoestel en een stopstraalkanon uitgevonden, maar deze worden ook weer vernietigd. De laatste twee uitvindingen worden toch weer gebruikt in het album Amoris van Amoras. Het sprietatoomtoestel werd ook gebruikt in De verdwenen verteller en De slimme slapjanus. In De tandentikkers worden de vrienden ook verkleind.
- De Terranef, een voertuig dat zich onder de grond voortbeweegt, werd geïntroduceerd in het album De Knokkersburcht. Er bestaan twee versies van: een met een diamanten schijf en een met een vlammenwerper. In De groene splinter wordt een soortgelijk voertuig gebruikt, de Stalen Mol.
- de Ruimtekruiser wordt in De wolkeneters en De tikkende tinkan gebruikt.
- De RVD (Rijden Vliegen Duiken) wordt in Het rijmende paard, De krasse kroko en De energieke guiten gebruikt. Het voertuig raakt in De gamegoeroe zwaar beschadigd.
- In De ijzeren schelvis maakt professor Barabas de bathyscaaf met de naam IJzeren Schelvis. De IJzeren Schelvis komt ook voor in De apekermis, De bonkige baarden en Lambik Plastiek. In Lambik Plastiek verandert de IJzeren Schelvis in plastic en later smelt dit plastic als sneeuw voor de zon.
- In Walli de walvis werd het "Strijkijzer" (onderzeeër) gebruikt.
- De klankentapper: een apparaat waarmee men kan communiceren met planten en voorwerpen. Dook voor het eerst op in het album De klankentapper uit 1961. In De energieke guiten (2005) verscheen de klankentapper als headset. In Tex en Terry werd een vertaalmachine gebruikt. In De brullende berg wordt de gedachtenmelker gebruikt. Professor Barabas maakt een nieuwe versie van de klankentapper in De barabass, deze versie voelt publiek aan en stemt de muziek hierop af (zodat de mensen moeten dansen). In De preutse prinses (2020) is de klankentapper aangepast; het apparaat kan nu ook vertalen. In De boze boleet wordt bekend dat de klankentapper werkt door het ondergronds netwerk van mycelium, in dit album heeft de professor een compactere versie van de klankentapper gemaakt.
- De Teletransfor, waarmee getekende of geschilderde figuren tot leven kunnen gebracht worden werd uitgevonden in het album Het rijmende paard (1962)
- De Snelgroeier wordt in meerdere verhalen gebruikt.
- In Het zingende nijlpaard heeft professor Barabas al zijn geld gestoken in een nieuwe uitvinding, en hij gaat met deze vliegende schotels langs de deuren.
- In het album De rinoramp wordt de nieuwste uitvinding Robodog ingezet, een computergestuurde hond met een enorm goed "reukvermogen".
- In De slimme slapjanus wordt met een geheugenprojector (Gepro) het geheugen van Jerom geprojecteerd in een grote hal, zodat de vrienden de "Slapjanus" kunnen zoeken om hem weer beter te kunnen maken.
- De B.R.O.L. (Brain Reader Organic Locker) wordt getest in Het verloren verleden. Met B.R.O.L. kan informatie gedeeld worden, zonder te hoeven studeren. Ook kun je een geheugen op een pc opslaan of traumatische ervaringen wissen. Ook de persoonlijkheid kan worden aangepast, door bijvoorbeeld alle slechte eigenschappen te verwijderen.
- In Het lederen monster wordt de nieuwste uitvinding van professor Barabas gebruikt, het holodeck.
- In Game of Drones heeft professor Barabas een geheel nieuw laboratorium laten bouwen, verstopt onder een heuvel. Hij onderzoekt de techniek van Vitamitje om met behulp hiervan drones te bouwen; de mini-terranef, Gyronetta (een mini-gyronef), Vitavliegje en Vitavitesse.
- De Barabarley, een motorfiets die ook kan vliegen. Deze wordt in Barabas de Balorige door Suske en Wiske gebruikt om de enige nog werkende teletijdarmband op te halen bij Lambik, zodat ze niet door de Zombies konden worden aangevallen.

Ook in de stripreeks met Jerom in de hoofdrol komen uitvindingen van professor Barabas voor. Een van de bekendste voorbeelden is de tijmtrotter, een voertuig waarmee door de tijd en de ruimte kan worden gereisd. Jerom maakt hier enkele malen gebruik van in de verhalen uit tweede reeks: De wonderbare reizen van Jerom. Professor Barabas geeft de tijmtrotter aan Jerom cadeau in het eerste verhaal uit de tweede reeks: De tijmtrotter.

## Dekronieken van Amoras
In het verhaal De zaak Krimson wordt meer bekend over de geschiedenis van de personages. Professor Barabas wil achterhalen waarom Krimson slecht geworden is (om met deze kennis het proces te kunnen omkeren). Hij ontdekt door het weergeven van het geheugen van Lambik dat Lambik en Krimson elkaar al hebben leren kennen voor de gebeurtenissen in Het rijmende paard. Krimson is een dokter en heeft autopech, hij komt per toeval in hetzelfde hotel als Lambik terecht. Beide mannen strijden om de aandacht van de mooie Léonie. 
Professor Barabas flitst zichzelf naar Piscine-les-Bains om meer te weten te komen van deze geschiedenis. Krimson wordt door toedoen van de professor neergeschoten en Barabas neemt Krimson dan mee naar de toekomst om zijn leven te redden. De uitgevoerde operatie is gevaarlijk voor mensen met schizofrenie. Professor Barabas had al gemerkt dat Krimson aan epilepsie leed en beseft dat deze twee aandoeningen vaak samengaan. Zoals gevreesd merkt professor Barabas al snel dat het karakter van Krimson verandert. Krimson besluit de grootste crimineel op aarde te worden en professor Barabas brengt hem terug naar het verleden, beseffend dat hijzelf een grote rol heeft gespeeld in het slecht worden van Krimson. 
Niemand weet dat professor Waref Azmeh, een expert in kunstmatige intelligentie, naast de levensreddende handelingen ook wat anders heeft gedaan tijdens de operatie; Krimson zal voortaan marionet zijn van de Academie.
In het 10e verhaal van De kronieken van Amoras, De zaak Sus Antigoon #2, blijkt dat professor Barabas voor de ijzeren schelvis een soortgelijke uitvinding had gemaakt: de stalen bonito. Hiermee wilde de professor onderzoek doen naar andere dimensies. Het voertuig had zelfs een kernreactor aan boord, zodat de professor in alle gevallen zelfvoorzienend zou zijn. Hij zit er erg mee dat hij - na het onderzoek naar de twee verschillende geschiedenissen van het schip waarmee Sus Antigoon op Amoras belandde - zeker weet dat er meerdere dimensies naast elkaar bestaan en denkt terug aan het moment dat hij tante Sidonia en Wiske leerde kennen op het strand. Hij kan niet praten over zijn ontdekking, want zijn vrienden zouden er veel leed door gaan ervaren. Wiske zou iets belangrijks kunnen ontdekken over haar broer Rikki, die ze tijdens de treinreis naar het strand uit het oog verloor.

## Trivia
- Professor Barabas heeft in sommige verhalen last van lumbago,  bijvoorbeeld in Kaapse kaalkoppen en De Galapagosgassen. Hij kruipt dan meestal met een middeltje onder de dekens en kan niet mee op avontuur (hoewel bedrust de genezing juist vertraagt).
- In De blikken blutser speelt professor Barabas Magister Excrucior (van het winkeltje met kruiden tegen van alles en nog wat).
- In De olijke olifant blijken het huis en laboratorium van professor Barabas vlak bij de Zuiderlaan te liggen.
- In zijn conference Bijbelverhaal uit zijn show Hard en Zielig vertelt Hans Teeuwen een verward Bijbelverhaal, waarbij hij allerlei fragmenten uit het boek en andere verhalen door elkaar haalt. Op zeker moment verwart hij Panoramix met professor Barabas.
- In Het lederen monster is Barabas keizer van Rome.
- De rol van Barabas is meermaals vertolkt door acteur Alex Wilequet, de schoonzoon van Willy Vandersteen. Zo speelde hij Barabas in de eerste Suske & Wiske-musical. Ook deed hij de stem van de professor van de film De Texas Rakkers. Ook in het Suske & Wiske-kindermuseum is zijn stem te horen als Barabas.